# Dima Orsho
Dima Orsho (arabisch ديما اورشو, DMG Dima Ursho; geb. 1975 in Damaskus) ist eine aus Syrien stammende Komponistin und Sopranistin. Ihr musikalisches Spektrum reicht dabei von arabischen Kunstliedern über nahöstlich geprägte Weltmusik bis zum Jazz-inspirierten Scat-Gesang.

## Leben und Wirken
Im Alter von sieben Jahren begann Orsho ihre erste Musikausbildung an der Arabischen Musikschule in Damaskus. Als Kind nahm sie an zahlreichen künstlerischen Aktivitäten teil, bevor sie sich auf Rat des Dirigenten und Musiklehrers Solhi al-Wadi ausschließlich einer Ausbildung in klassischer Musik widmete. 1993 begann sie an der Hochschule für Musik in Damaskus ein Studium für Gesang und Klarinette. Danach spielte sie jahrelang im Syrian National Symphony Orchestra, bevor sie für ein weiteres Studium in klassischem Gesang am Boston Conservatory in die USA zog. Orsho lebt seither mit ihrer Familie in der Nähe von Chicago, Illinois.
In Damaskus war sie Mitglied der „Leish Troupe for Movement Theatre“ als Komponistin und Sängerin. In Zusammenarbeit mit dem Goethe-Institut in Damaskus und syrischen Schauspielern komponierte sie 2005 Lieder für ein Hörspiel als arabische Bearbeitung von Michael Endes Roman Momo.
2003 gründete sie mit anderen syrischen jungen Musikern wie Kinan Azmeh und Issam Rafea das Weltmusik-Ensemble Hewar. Das Ensemble nahm drei Alben auf, darunter Letters to a Homeland mit Manfred Leuchter als. Als Solistin veröffentlichte sie 2008 mit dem syrischen Pianisten Gaswan Zerikly das Album Arabic Lieder.
2017 war Orsho Gast auf dem Album Sing Me Home von Yo-Yo Ma und dem Silk Road Ensemble, das bei den Grammy Awards im selben Jahr als bestes Weltmusikalbum prämiert wurde. 2019 erschien ihr zweites Album unter eigenem Namen und Kompositionen mit dem Titel Hidwa - Lullabies for Troubled Times. Im selben Jahr ging sie mit der spanischen Sopranistin Nuria Rial und dem Ensemble Musica Alta Ripa auf Tournee und veröffentlichte das Album Mutter: Barockarien und Arabische Lieder.
Orsho war Gastsolistin bei zahlreichen namhaften Orchestern und Musikern, darunter der NDR Bigband, dem Osnabrücker Symphonieorchester, Mitgliedern des Chicago Symphony Orchestra, dem Morgenland Festival Orchestra, dem Boston Conservatory Orchestra sowie dem Syrian Symphony Orchestra. Unter anderem trat sie mit Yo-Yo Ma, dem Silk Road Ensemble, Jivan Gasparian, Nuria Rial, Manfred Leuchter, Michel Godard, Salman Gambarov, Aynur Doğan, Adam Bałdych, Kinan Azmeh und Jasser Haj Youssef auf. Das Morgenland Festival Osnabrück, bei dem sie mehrfach gastierte, widmete ihr 2021 einen Abend, an dem Wolf Kerschek ihre Kompositionen für Orchester bearbeitet hatte. Weiterhin ist Orsho Mitglied der Morgenland All Star Band, die zwei Alben bei Dreyer-Gaido veröffentlichte.
Außerdem trat sie als Solistin mit verschiedenen Orchestern in Konzertsälen im Nahen Osten, in Europa und den USA auf, z. B. in der Elbphilharmonie in Hamburg, auf der Millenniumsbühne im John F. Kennedy Center for the Performing Arts und im Pierre-Boulez-Saal in Berlin.
Beim Festival in Aix-en-Provence im Juli 2022 sang und spielte Orsho die Rolle der Gefängnisinsassin Fatma in Bushra El-Turks Multimedia-Oper Woman at Point Zero, basierend auf dem Roman der ägyptischen feministischen Autorin Nawal El Saadawi. Ihre Interpretation brachte dabei die verschiedenen Aspekte der Rolle durch ihre unterschiedlichen Gesangsstile zum Ausdruck, die vom lyrischen Sopran bis hin zu improvisierten Jazztechniken reichen. In der Fachzeitschrift Das Orchester wurde das Stück als die „wohl berührendste Uraufführung“ und als „Me-too“-Geschichte zweier Frauen kommentiert, „gezeichnet jeweils von einem Leben voll männlicher Gewalt.“ 2023 wurde dieses Werk auch in Belgien, Luxemburg und beim Engender Festival der Royal Opera London aufgeführt. Im Mai 2024 folgten zwei weitere Aufführungen im Rahmen der Wiener Festwochen.
Im Oktober 2023 veröffentlichte der Deutschlandfunk Kultur einen Konzertmitschnitt des Ensembles Musica Alta Ripa mit Orsho und anderen nahöstlichen Musikern unter dem Titel Vergessene Welten. Ebenfalls mit Alta Ripa gastierten Orsho und der Kontratenor Valer Sabadus im Oktober 2023 bei den Kasseler Musiktagen.
Weiterhin komponierte und arrangierte Orsho Musik für den Spielfilm „Under The Ceiling“ (Regie: Nidal Al-Debs, 2005) sowie für die Dokumentarfilme „Love Boat“ (Regie: Maan Mouslli, 2016) und „A Comedian in a Syrian Tragedy“ (2019) über den in Paris im Exil lebenden syrischen Schauspieler Fares Al-Helou.

## Diskografie
- Arabic Lieder, arabische Kunstlieder zu Kompositionen von Gaswan Zerikly, 2008
- Hidwa. Lullabies for troubled times, 2019
- Sing me home mit Yo-Yo Ma und dem Silk Road Ensemble, 2017
- Mother. Baroque arias and Arabic songs, mit Nuria Rial und Musica Alta Ripa, 2019

mit Hewar:
- Hewar, 2003
- 9 Days of Solitude, mit Manfred Leuchter (Akkordeon), 2007
- Letters to a homeland, Gäste: Dschiwan Gasparjan, Rony Barrak, Andreas Müller, Morgenland Chamber Orchestra, 2012

mit der Morgenland All Star Band:
- Dastan
- Morgenland All Star Band Live in Beirut

## Bühnenauftritte
- Songs for Days to Come, Liedzyklus von Kinan Azmeh (New York City 2015 und Berlin 2021; Opernversion Osnabrück, 2022)
- Woman at Point Zero, multimediale Oper von Bushra El-Turk, Première im Festival Aix-en-Provence, 2022, und weitere Auftritte in verschiedenen europäischen Städten